# Juan Carlos Méndez Guédez

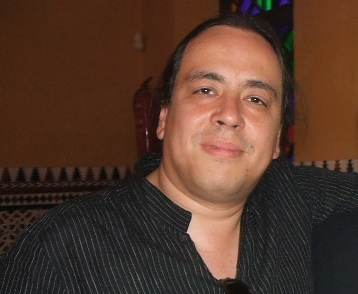
Juan Carlos Méndez Guédez, 2008

Juan Carlos Méndez Guédez (* 2. März 1967 in Barquisimeto, Venezuela) ist ein venezolanischer Prosa-Schriftsteller. Er wuchs in Caracas auf, wo er auch studierte, und promovierte an der Universität von Salamanca in Hispanoamerikanischer Literatur. Er lebt in Spanien, publiziert überwiegend dort und gilt als typischer Vertreter einer „postnationalen“ spanischsprachigen Literatur.

## Auszeichnungen (Auswahl)
- Internationaler Preis Ciudad de Barbastro, (Spanien, 2009)
- Preis für den Roman des Jahres (Venezuela, 2013)

## Werke (Auswahl)
- Los maletines (Siruela, Madrid 2014)
- Arena negra (Lugar Común, Caracas, 2012, Casadcartón, Madrid, 2013, Casadcartón, Lima 2013)
- Ideogramas (Páginas de espuma, Madrid, 2012)
- Chulapos Mambo (Casadcartón, Madrid, 2011; Lugar Común, Caracas, 2012)
- Tal vez la lluvia (DVD, Barcelona, 2009)
- La bicicleta de Bruno (Ediciones B, Caracas, 2009)
- Hasta luego, Míster Salinger (Páginas de espuma, Madrid, 2007)
- El barco en que viajas (UNEY, San Felipe, 2007)
- Nueve mil kilómetros y tu abrazo (Ediciones B, Bogotá, 2006)
- Una tarde con campanas (Alianza, Madrid, 2004; Equinoccio, Caracas, 2012)
- Tan nítido en el recuerdo (Lengua de trapo, Madrid, 2001)
- Árbol de luna (Lengua de trapo, Madrid, 2000)
- La ciudad de arena (Calembé, Cádiz, 2000)
- Palabras de agosto (Mucuglifo, Mérida, Venezuela, 1999)
- El libro de Esther (Lengua de trapo, Madrid, 1999;  Lugar común, Caracas, 2011)
- Retrato de Abel con isla volcánica al fondo (Troya, Caracas, 1997)
- La Resurrección de Scheerezade (Solar, Mérida, Venezuela, 1994)
- Historias del edificio (Guaraira Repano, Caracas, 1994)